# ミスワカサ・島ひろし
ミスワカサ・島 ひろし（ミスワカサ・しま ひろし）は、昭和時代の戦中から戦後期にかけて活動した、日本の男女漫才コンビである。夫婦ではなく、師匠・ワカサと年上の弟子・ひろしのコンビだった。
それぞれの前歴を生かした、歌やアクションを大きく取り入れた華やかなしゃべくり漫才で人気を博したが、ワカサの死去により活動を終了した。

## メンバー
ミスワカサ（1921年5月5日 - 1974年9月30日）
本名：今岡 鈴代。京都府京都市出身。父親がレコード店や、自邸の蔵を改装したダンス教室を経営していたことから、幼少から歌や演芸に興味を持つ。幼少時から記憶力にすぐれ、自宅にあった落語や流行歌のレコードは数度聴けば覚えられたという。小学校の頃、雨で体育が中止になった際には教室で初代桂春団治の落語を披露し、クラスメイトを爆笑させていたという。
天性の音感と美貌を活かし、一時満州でダンサーとなったほか、「岡輝子」の名で歌手としても活動した。
1942年、名を「岡テル子」と改め新芸演劇部所属の漫才師に転向。1944年、「ミスワカサ」に改名。
生来心臓に持病があり、1974年4月頃から体調を急激に悪化させ、京都の病院で妹の看病を受け静養。京都の自宅を売り払って静岡の病院に転居し治療に専念するも、同年9月に死去した。
島 ひろし（しま ひろし、1912年10月28日 - 1989年4月30日）
本名：三浦 定四郎。福島県会津出身。俳優を志し、浅草の中野弘子劇団や節劇の一座に入る。その後、「歌う剣戟」の島陽之助一座に入り、「原章三郎」を名乗った。陽之助一座では端役ばかりで芽が出ず、大阪へ渡り、吉本興業と契約。小さな劇団に入ったりボーイズ芸の舞台に立ったりした。このとき岡テル子（のちのミスワカサ）がひろしの芸に惚れ込んだことで、漫才への転向を決意。9歳下のワカサの弟子として修業を始めた。
ワカサの死去後は、1975年1月より島キクコ（元ジョウサンズ）とコンビを組み神戸松竹座で再出発、1978年3月からはミスウララ（春風ウララ、のちの高美うらら）、同年10月からは木村栄子と組み、角座の舞台などで漫才を続けた。1983年に引退。晩年は関西演芸協会会長を務めた。1989年4月30日、悪性リンパ腫瘍のため京都市の病院で死去。76歳没。

## コンビ略歴
1943年に「岡テル子・島ひろし」として結成。戦後の1951年、宝塚新芸座の座員となり、朝日放送ラジオ『漫才学校』で人気を得た。また、『上方演芸会』などのラジオの演芸番組に多数出演した。
1974年1月中席の道頓堀角座がコンビとしての最後の舞台となった。絶大な人気を得たにもかかわらず、主要な漫才賞を獲得することができなかった。
両者没後の2007年、第12回上方演芸の殿堂入り。

## 芸風・エピソード
- ワカサの師匠であるワカナ・一郎譲りの「女性上位漫才」で知られた[2]。早口でまくしたてるワカサに対し、ひろしはいつもやり込められる役回りであった。私生活のワカサは物静かな人物であったという。
- ワカサは歌、ひろしは殺陣と、前歴を生かした芸をネタ中に見せた。特にひろしによる阪東妻三郎などの剣戟映画の名優の物真似などを取り入れたネタは「剣戟漫才」と称された[1]。
- ワカサは若い頃から極度の近視で、舞台以外ではメガネを常用していた。やがて舞台上ではコンタクトレンズを使うようになった。漫才師で最初にコンタクトレンズを使用した人物とされる。

## 音源
- 上方漫才黄金時代（実況録音）7 「ワカサの先代萩」 コロムビア 1996年2月21日
- 上方漫才全集 「ワカサの先代萩」 コロムビア 1999年1月21日
- お笑い百貨事典 6 昭和26年~33年 民放ラジオ局開局にのって 「あるようでないもの」 キングレコード 2000年2月4日
- 澤田隆治が選んだ 爆笑!漫才傑作集(5) 「さてその次は」 コロムビア 2004年12月22日
- 〈SP盤復刻〉芸能全集 漫才編 「子供時代」 コロムビア 2008年8月20日

## 映画
- ひばり姫 初夢道中（1952年、松竹）
- 漫才長屋は大騒ぎ（1956年、宝塚映画）
- 漫才長屋に春が来た（1956年、宝塚映画）
- 江戸っ子判官とふり袖小僧（1959年、東映京都）
- 右門捕物帖 地獄の風車（1960年、東映京都）ミスワカサのみ出演
- 権九郎旅日記（1961年、東映京都）ミスワカサのみ出演
- 右門捕物帖 卍蜘蛛（1962年、東映京都）ミスワカサのみ出演
- 拝啓総理大臣様（1964年、松竹大船）
- いれずみ判官（1965年、東映）
- 喜劇 大安旅行（1968年、松竹大船）ミスワカサのみ出演

## テレビドラマ
- 新吾十番勝負 第27話「剣に花を」（1967年、TBS / 松竹テレビ室）- おかめと八郎兵衛

## 弟子
- ミスひろみ（ワカオショウ）
- 島ぽん太
- 島啓児（あひる艦隊）
- 島若夫（のちに浪曲に転じ、2代目京山幸城）

他多数